# Daily Bugle
El Daily Bugle, és un diari fictici que apareix en les pàgines dels còmics de Marvel Comics, especialment en els de Spiderman. Té la seu a la ciutat de Nova York. El periòdic de ficció és un pastitx tant del Daily News com del New York Post, dos diaris populars reals.
Per les seves oficines hi ha personatges com: 
- J. Jonah Jameson: director del periòdic. Es caracteritza per la seva gran hostilitat cap a Spiderman, que es reflecteix en els editorials que escriu.[4]
- Joe "Robbie" Robertson: editor en cap del periòdic.[5]
- Betty Brant: reportera; anteriorment, secretària personal de J. Johan Jameson.[6] Va tenir cert interès amorós per Peter Parker (Spiderman).[7] el va conèixer quan Peter es va fer fotògraf autònom del Bugle.[8]
- Frederick Foswell: un dels primers enemics de Spiderman. Va ser reporter del Daily Bugle.[9][10] Finalment mor salvant Spider-Man[11]
- Peter Parker (identitat secreta de Spiderman): encara que no és fotògraf professional (primer va ser estudiant i, després, professor de secundària), sol vendre al Bugle fotos de Spiderman (o sigui, de si mateix) o dels seus enemics.[12] En la versió ultimate del còmic, Peter treballa com a programador de pàgines web en l'edició on line del periòdic.
- Eddie Brock: manté una rivalitat professional amb Peter Parker i amaga la personalitat del temible Venom.[13]
- Ben Urich: periodista especialitzat a cobrir temes sobre complots i conspiracions.[14] Apareix més freqüentment en les sèries de Daredevil que a les de Spiderman.